# Camo & Krooked
Camo & Krooked jsou hudební producenti a hudební duo z Vídně v Rakousku. Skládá se z Reinharda "Camo" Rietsche (narozeného 12. listopadu 1983 v Salcburku) a Markuse "Krooked" Wagnera (narozeného 31. července 1989 v Lilienfeldu).

## Historie
Rietsch i Wagner vytváří hudbu již od roku 2002. Setkali se na jednom z koncertů Rietsche a společně spolupracovali na vytvoření Camo & Krooked v roce 2007. Jejich první skladba byla "Play It" z singlu Camo's 2007 Drop It.

## Diskografie

### Studiová alba
| Název          | Vydavatelství                                       | Rok  |
| -------------- | --------------------------------------------------- | ---- |
| Above & Beyond | Mainframe Recordings - Datum vydání: 12. února 2010 | 2010 |
| Cross the Line | Hospital Records - Datum vydání: 3. října 2011      | 2011 |
| Zeitgeist      | Hospital Records - Datum vydání: 30. září 2013      | 2013 |
| Mosaik         | RAM Records - Datum vydání: 23. června 2017         | 2017 |

### Singly a EP
- 2011 "All Fall Down" / Breezeblock (feat. Shaz Sparks) UK #196
- 2011 "Make the Call" / In the Future (feat. TC, Jenna G & Futurebound)
- 2011 "Cross the Line" (feat. Ayah Marar) UK #85
- 2013 "All Night" UK #72
- 2013 "Move Around" (feat. Ian Shaw)
- 2013 "Loving You is Easy" UK #66
- 2016 "If I Could / Ember" (feat. Joe Killington)
- 2016 "Good Times Bad Times / Honesty"
- 2017"Mandala" (feat. Mefjus)